# 蘇以葆
蘇以葆，JP（1941年—），香港聖公會西九龍教區榮休主教，曾任香港基督教協進會主席及香港中文大學崇基學院校牧。

## 簡歷
蘇以葆在1948年畢業於跑馬地聖保祿學校幼稚園部（非現時創辦於1950年的聖保祿幼稚園），1963年畢業於香港聖保羅書院中五年級（與曾鈺成為同屆同學），後入讀崇基學院歷史系，1969年畢業。畢業後即被崇基學院聘為助教，任職三年後先後到美國及加拿大攻讀碩士學位。蘇氏在美國喬治亞州大學取得文學碩士學位及加拿大多倫多大學獲頒榮譽神道學碩士學位。
1978年完成神學碩士後回港，得白約翰會督封立為會吏及借調香港中文大學崇基學院出任校牧一職。1979年被封立為牧師。1983年蘇氏卸任崇基學院校牧一職後，被委任開辦教區輔導服務處並當主任，同時亦兼任多個牧區的主任或助理聖品。1987年，蘇氏獲聖公會派立為新界西會吏長。1995年，獲祝聖為主教，1998年升任西九龍教區首任主教。
2004年，蘇氏獲多倫多大學及三一學院頒授榮譽神道學博士學位。並於同年獲香港特別行政區政府委任為太平紳士。
2007年，他率領的9人代表團由香港前往探訪君士坦丁堡普世牧首巴爾多祿茂討論教會之間的合一。
2009年，蘇以葆主教發表關於中國大陸宗教和睦與和平講話。
2010年，卸任香港基督教協進會主席。
2011年除夕，蘇氏從西九龍教區主教一職榮休。2012年4月29日，接受新任西九龍教區陳謳明主教邀請，出任教區榮休主教。2012年5月，任香港聖經公會義務總幹事。